# Mezhenger (zone)
La zone Mezhenger est l'une des trois zones de la région Gambela en Éthiopie.

## Géographie
Extrémité orientale de la région Gambela, la zone Mezhenger est bordée à l'ouest par la zone Anuak de la région Gambela, au nord par la zone Illubabor de la région Oromia, à l'est par la zone Sheka de la région Éthiopie du Sud-Ouest et au sud par la zone Bench Sheko de la même région Éthiopie du Sud-Ouest.
Son centre administratif, Meti, qui se trouve au moins à 180 km à vol d'oiseau au sud-est de la capitale régionale Gambela, n'est qu'à 16 km de Tepi dans la région Éthiopie du Sud-Ouest.
La zone se distingue par sa couverture forestière, la forêt occupant 40 % du territoire.
Le relief de la zone fait également exception par rapport aux basses terres majoritaires dans la région Gambela[réf. souhaitée].

## Histoire
La zone tient son nom des Majang (en), ou Majangir, l'une des trois plus importantes populations de la région Gambela.
Elle fait partie au XXe siècle de la province d'Illubabor et se situe approximativement dans l'awraja Mocha dont la capitale administrative est Masha.
La zone existe dès 1994 sous le nom de « zone 4 » constituée du seul woreda Godere qui a de ce fait pratiquement le statut de woreda spécial. Elle se divise en deux woredas et prend le nom de « Mezhenger » avant le recensement de 2007.

## Woredas
La zone est composée de deux woredas, :
- Godere, ou Godare ;
- Mengesh.

## Démographie
D'après le recensement national de 2007 réalisé par l'Agence centrale de la statistique (Éthiopie), la zone compte 59 248 habitants et 12 % de la population est urbaine.
L'amharique est la langue maternelle pour 37 % des habitants de la zone, le kafa pour 23 %, le shakacho (en) pour 13 %, l'oromo pour 10 %, le nuer pour 4 %, l'anuak pour moins de 4 % et le tigrigna pour 3 %,.
Près de la moitié (47 %) des habitants de la zone sont orthodoxes, 36 % sont protestants et 15 % sont musulmans.
Avec une superficie de 2 255 km2 [réf. souhaitée], la densité de population est de 26 personnes par km2.
La seule agglomération de la zone est Meti avec 7 140 habitants en 2007.
| Woreda  | Population 2007 | Agglomérations |
| ------- | --------------- | -------------- |
| Godere  | 38 781          | Meti           |
| Mengesh | 20 467          | -              |